# Almaån
Almaån är ett vattendrag i norra Skåne, Helge ås största tillföde. Ån är 42,3 kilometer lång, med källflöden 65 kilometer. Almaån börjar i Finjasjön, 43 meter över havet och rinner österut till Helge å strax norr om Hanaskog.

## Historia
Almaån har förändrats i sitt lopp genom hydromorfologiska förändringar. Almaån var ett meandrande vattendrag. Idag är ån fysiskt påverkat genom att ha rätats ut och rensats. Almaån  utnyttjas för vattenkraft, tidigare genom kvarnanläggningar och i dag genom vattenkraftverk. Påverkan på vattendraget med fördämningar. Delar av ån har grävts om. Finjasjön var fram till 2008/2009 oreglerad men då uppfördes en reglering vid utloppet till Almaån. Naturligt flöde i vattendrag är eftersträvansvärd ur natursynpunkt. Almaån är en översvämningsrisk för bostäder i närheten av ån. Rensningar av vattendraget, har gjorts för att förebygga översvämningar.  Klimatförändringen medför ökade flöden och översvämningsrisken ökar och problemet kvarstår.

## Hydrologi
Almaåns källa är Finjasön. Denna sjö har flera tillflöden Mjölkalångaån, Matterödsån, Hovdalaån och Tormestorpsån.De viktigaste biflödena till Almaån är Hörlingeån och Farstorpsån.  Hörlingeån rinner ut i Almaån strax efter avloppet från Finjasjön. Farstorpsån  ansluter några kilometer senare. Avrinningsområdet för Almaån är totalt 883 kvadratkilometer. Flödet vid Brittafors kraftverk i medeltal cirka 6 kubikmeter per sekund.

## Biologiska värden
Almaån är ett nationellt särskilt värdefullt vatten vad gäller naturvärden och fiskevärden.Almaån har en  artrik fiskfauna med goda bestånd av många strömlevande fiskarter. Nedströms i Almaån, vid Spånga nära Wanås, finns 17 fiskarter som lever i ån. Det är en artrik plats. Skyddsvärda arter som lever i ån är grönling, sandkrypare, färna och lax. Tjockskalig målarmussla finns också i Almaån. Den står på rödlistan som starkt hotad. Denna art lever sand- och grusbottnar, men den kan tolerera  även i näringsrikare vatten,  Den filtrerar vattnet och lever av små organiska partiklar..
I Almaån finns alla sju inhemska stormusselarter i vattensystemet och sex av dem i Almaåns huvudfåra. Den tjockskaliga målarmusslan har ett reproducerande bestånd.  Flodpärlmussla, tjockskalig målarmussla och flat dammussla är rödlistade, även äkta målarmussla rödlistades 2010. Fågelarter vid ån är strömstare, forsärla, kungsfiskare,  Kungsfiskaren är upptagen på rödlistan.  Av fiskarna är sandkrypare och ål rödlistade.

## Kraftstationer
| Nr | Namn             | Byggår | Effekt | Elproduktion                     |
| -- | ---------------- | ------ | ------ | -------------------------------- |
| 1  | Spånga 1         | 1935   |        | ca 1 GWh                         |
| 2  | Brittedal        | 1926   |        | 2,0GWh (torråret 2016 bara 1 GWh |
| 3  | Algustorps Mölla |        |        |                                  |

### Kraftverken
Brittedal är ett lokalt elnätsföretag i nordöstra Skåne som äger Brittedals kraftverk i Almaån. Kraftverket byggdes 1924-1926. 2016 renoverades kraftverksdammen. Medelvattenföringen vid kraftverket är 6 kubikmeter i sekunden och dammens dräneringsområdet yta är 700 kvadratkilometer-
Spånga Kraftverk HB äger kraftveket Spånga 1. Det bolaget registrerades 2006. Wanås gods AB försörjer  gården, bostäder och ekonomibyggnader, samt energikrävande verksamhetergenom att ha förvärvat 50% av vattenkraftverket Spånga 1 i Almaån med en separat högspänningsledning till godset. Kraftverket producerar  dubbla årliga förbrukningen på godset som är drygt 1.000.000 kwh. 2017 konstaterade Helgeå vattenråd att  kraftverket i Spånga (Almaån) inte haft vattenföring i omlöpet i minst 5 veckor våren 2017.  Vattenrådet kontaktade Länsstyrelsen i ärendet.  Länsstyrelsen i Skåne stämde företaget för att  de inte följt sitt tillstånd. Bolaget bestridde och menade att det var ett tekniskt fel som orsakat situationen 2017. Bolaget fick rätt i Svea Hovrätt  Mark- och miljööverdomstolen.
Vattenkraftverken Brittedal och Spånga  har bägge laxtrappor. Det finns fler dämmen och kvarndammar i ån. Den översta vid Mölleröd reglerar Finjasjöns vattenstånd ,längre ner i ån finns Algustorps mölla med elproduktion, Eka mölla och Laxbro mölla. Havsöringar och laxar vandrar upp i Almaån förbi alla hindren och leker i åsystemet. Ån hyser ett litet bestånd av stationär öring särskilt i ån biflöden. Vandringshinder i tillflödena ska man försöka bygga bort för att öka beståndet.

## Beskrivning av ån
Efter avflödet från Finjasjön är ån smal ca 5 meter och når vid Mölleröd ett dämme där Finjasjöns yta regleras. Ån blir bredare sedan 10-20 meter. Ån flyter i ett öppnare landskap med bebyggelse och flyter lugnt. Efter cirka 1,5 mil ändrar ån karaktär och faller 13 meter på en sträcka av 6 km. Detta avsnitt av ån rinner mot söder i terrängens lutning. Det gör att ån ändrar karaktär till mera strömt vatten och periodvis forsar. Ån rinner i skogsmark med gles bebyggelse. Denna åsträcka börjar vid Algustorp mölla och passerar sedan Furutorp, Strömfors, Brittedals kraftverk, Eka mölla och  slutar vid Laxbro mölla. Efter Laxbro flyter sedan ån lugnare i två mil till Knislinge. Ån är fortsatt 10-20 meter bred och omgivningar växlar mellan gles och tätare bebyggelse. På denna sträcka passeras Spånga kraftverk. Före Spånga kraftverk är ån uträtad.